# Esino Inferiore
Esino Inferiore è la sezione di minor altitudine e più meridionale dell'abitato di Esino Lario, contrapponendosi ad Esino Superiore dalla quale era amministrativamente separato fino al 1927.

## Storia
Tra i secoli XI e XII, all'incrocio tra le strade provenienti da Lierna e Vezio, si trovava una torre di segnalazione simile alla torre di Esino Superiore.
Nel periodo tardorinascimentale, dopo la caduta del Ducato di Milano nelle mani della Spagna, il tessuto amministrativo locale della Lombardia si evolse verso un'estrema parcellizzazione, andando oltre la sostanziale coincidenza fra parrocchia e comune per approdare all'attribuzione della potestà comunale quasi ad ogni centro abitato. Fu così che la località di Esino, formata da due scindibili insediamenti seppur estremamente ravvicinati ed uniti da una brevissima strada, sviluppò due diverse amministrazioni comunali, uno per l'agglomerato di case di altimetria superiore, ed uno per il più basso. Tale situazione non turbava certo le autorità iberiche, disinteressate alle vicende locali e la cui unica preoccupazione era la regolare riscossione fiscale.
Il primo a valutare tale assetto come antieconomico ed irrazionale fu il governo di Napoleone che, nella sua ideologica battaglia contro le tradizioni divenute anacronistiche, nel 1809 fuse i due comuni in quello unico di Esino con 496 abitanti, di cui 254 portati dalla metà inferiore. Il ritorno degli austriaci, a loro volta animati da un'ideologia reazionaria, comportò il cieco annullamento di tutti gli atti riformatori dei francesi, e i due Esino tornarono ad una vita separata. Con lo spopolamento della montagna, i residenti di Esino Inferiore scesero dai 417 del 1859 ai 362 del 1901 e ai 313 del 1921.
Fu il fascismo a riprendere in mano il tema della razionalizzazione amministrativa dell'abitato, unitosi urbanisticamente in un unico centro dalla vaga forma di un "8", e nel 1927 deliberò la fusione nell'unico comune di Esino come avvenuto 118 anni prima.